# Weyrauchia peruviana
Weyrauchia peruviana är en insektsart som beskrevs av Victor Lallemand 1956. Weyrauchia peruviana ingår i släktet Weyrauchia och familjen lyktstritar.
Artens utbredningsområde är Peru. Inga underarter finns listade i Catalogue of Life.